# 張培元
張培元（1894年—1934年1月6日），字子亨，青海貴德縣河陰鎮城東村人，中華民國陸軍中將，伊犁屯墾使暨新編第八師師長。

## 生平
父親張升，貢生出身，在張培元幼年就去世。張培元先後就讀于貴德河陰高等學堂、甘肅師範學校、甘肅軍事教導團。教導團畢業後，在蘭州軍營中任下級小職閒差。張培元欲圖買賣增加經濟收入，便在當地南關租設鋪面，雇員開辦商棧，結果收不如支，欠債累累，只身逃離新疆，並被省府通緝。

### 巧退白俄軍
張培元逃官入關之後，到處漂泊躲債，又在1917年夏，懷揣楊增新舊僚的推薦信，再次出關投楊增新，遂成吉木乃騎兵獨立連連長。
不久，俄国白军一千余人潰逃至吉木乃，只有一連兵力的張培元令士兵在戰壕前沿排列石堆，再在石上置放軍帽以作疑兵。白軍以為中方兵員充足，不敢進攻。張培元又叫當地一名叫郭永隆的商人，冒充容貌相似的新疆烏魯木齊專員桂芬，狐假虎威與白軍頭目交涉，騙得白軍引兵遠去。因此功，張培元從連長提升為團長。

### 擊敗馬仲英
1928年7月，楊增新被刺殺後，時任講武堂教官的張培元因擁戴金樹仁，被升任旅長兼新疆政府軍事處處長，次年，接替被調到焉耆道的伊犁鎮守使牛時，任伊犁鎮守使。1930年鎮守使改為屯墾使。他調任伊犁屯墾使後，在北疆部隊擴大為師，自兼師長。
1931年初，和加尼牙孜策劃哈密暴動，逃到酒泉的馬仲英入新，包圍哈密新舊兩城。金樹仁幾次派援兵東下，皆被馬仲英擊潰，駐喀什師鄂莫在晉省途中又病死。同年夏，金樹仁急調張培元為东路剿匪总司令，以盛世才充其參謀長，率馬、步軍隊及白俄歸化軍共兩萬多人，遠擊馬仲英。
張培元兵分三路東下，解救圍困半年的哈密城，迅速將馬仲英擊退，馬仲英弟馬仲杰戰死。張培元率部追擊時，金樹仁卻將其調回伊犁，另派塔城都統黎海如為東路總司令以代替。回到伊犁的張培元對金樹仁有所猜疑。

### 違抗金樹仁
1933年4月，盛世才倒戈，金樹仁調張培元解迪化之圍，後者坐觀成敗。金樹仁被迫下台出走後，人們對誰能繼任督辦一職議論紛紛，張培元也自以為省方必有電來商而得其位，卻被盛世才捷足先登，宣布代任督辦。國民黨中央宣布劉文龍、盛世才、張培元為新疆省政府委員，劉文龍任主席，盛世才任督辦，張培元任伊犁屯墾使兼新編第八師師長，意在以張培元牽制盛世才。

### 對抗盛世才
當時，南疆的马仲英、伊犁的张培元、迪化的盛世才形成三足鼎立。外交部長兼司法行政部長羅文幹到迪化要張培元與馬仲英和好聯合反盛，並要拉攏歸化軍。張培元與馬仲英相約在冬天南北夾攻迪化，張培元計畫一路经烏蘇进攻迪化，一路进攻塔城；马仲英则由达坂城进攻迪化，占领头屯河，以滅盛世才。
羅文幹在离开新疆前夕對国民党政府说：“盛昔以骗诈取得任命，中央为求苟安，循其所请。今盛仍恶性未改，怨声载道，中央若不早下最后决心，处以祸国害民之罪，此后中央将威信无存。一切善后办法，明日起程回京呈报，望中央此时勿再为其所愚，予以任何之援助。”
當時，徐焕章已投靠张培元麾下。张培元还收编由苏联回国的东北抗日自卫军邢占清师长所部，计一千五百余人，编二个步兵团，一个独立骑兵团，再加上原第五师全体官兵，精兵逾万人。张培元整编原五师步兵、骑兵、炮兵等旧部共约六千余人，其中有袁毓鄂步兵团、富春骑兵团（为蒙、哈、满、锡伯、达斡尔等族士兵）、周炳麟炮兵团、阿云甫骑兵大队（为汉、满、蒙、哈等族士兵）、赵连子辎重营等。此外，还有城防营、特务营和手枪队一个连，尼堪长、松柏卡各一个连。再加上邢占清部一千五百余人，杨正中部七百余人。张培元并任命富连山为军医主任，配有战地医疗队，又加强通信设备，充实屯垦使署和五师师部八大处人员，备有辎重军需用运输车三百余辆。此外，加上控制区内精河、烏蘇、塔城等地的地方部队，超过盛世才和马仲英军事实力。
1933年12月4日，张培元致电中国驻苏大使颜惠庆：

培元遵照中央与罗部长计划，已出兵讨伐，将盛逆购得大批枪弹，业派兵截留，职部军队已开进乌、绥，双方已经接触，仍向迪化进攻，解决盛逆于民倒悬而固边圉。马仲英方面已联络，取一致行动，盛已陷于绝地，不久即可解决。以新疆形势，人民怨恨盛逆已达极点，实际情况罗部长已视查明确。盛逆一除，战祸立即消弭，迅由中央特派要人来新，由伊入境，主持一切，培元当竭诚拥护，绝对服从。请钧座将上项情况转呈蒋委员长、汪院长，将盛逆立予免职查办。

同年12月6日，张培元又致电颜惠庆：

自奉罗部长转到中央忠密电令，着培元督师入迪，解决盛世才，肃清北疆，以除祸根，并令与马仲英合作，迅弭战祸，救民水火，以维国土等因。当时出兵乌苏、绥来，将盛逆私购大批械弹扣留，……现职部骑兵一旅已进至绥来，乌苏、塔城已派驻重兵，截断盛逆交通，以期迅速解决，早奠边局。

張培元令其駐精河團團長楊得祥在烏蘇截留盛世才軍械，以“此項軍械未經中央核准，由鄰邦購械入境，通過伊塔大道，我有責任搞清楚。”為辭，不擬交還，戰爭遂起。

### 兵敗紅俄軍
张培元将讨盛总指挥部设在乌苏，由杨正中任前线总指挥，张培元自任后方总指挥，通令各县组织车辆赶运粮草，還命令驻乌苏部队截断由省城至塔城的交通。盛世才派邢占清等三人为代表，星夜到伊犁会见张培元，申明和平。张培元知道是缓兵之计，扣留邢占清、师世昌、鲁伦等三人。在此以前，于1933年春，张培元曾派锡伯族人克克西去塔城串连东北义勇军留在塔城的一个营，响应反盛行动。
自封為北疆總司令的张培元，另总指挥杨正中、掌旗官苏黑熊以及参谋长王孝之率领，约五千之众，于1933年12月22日（农历十一月初六）从惠远城北门倾巢出动，向省城迪化进发。然而，张培元并未预先告知马仲英，先出兵独吞战果。马仲英軍隊此时还在吐鲁番，并派代表在迪化与盛世才谈和。杨正中率军东进，先头部队陈云甫骑兵大队首先控制乌苏，截断塔迪交通线。这时张培元始于同月27日正式发出通电，声称与马仲英共同出兵讨盛。盛世才得悉张培元部已切断迪塔交通，同时在接见伊犁逃回的师世昌，当即派督办公署参谋处长刘斌为指挥，率省军骑兵两个团和归化军骑兵团以及东北义勇军一个团，驰驱绥来会同驻军混成旅张继祖骑兵团阻击。
1934年1月1日，刘斌率領的省軍抵乌拉乌苏宿营，2日晨前进至三道河子与杨正中先头部队相遇，省方东北义勇军孙庆麟团与伊犁方东北义勇军刘镇藩团相互喊话说：“东北人不打东北人！”，并相约对空射击。等到省军冲到时，刘镇藩团一千余人全部缴械投降。当省军张继祖团衝至安集海时，杨正中见前军已全线崩溃，率轻骑三四十人逃往乌苏，会同其所属一部分骑兵逃回精河，終抵伊宁市。所有马车二百余辆以及军用物资，全被省军俘获。杨正中率残兵退至精河后，遇见师世昌、邢占清二位赴伊犁议和，一气之下，将二人扣押。途中因师世昌是甘肃人，又是金树仁旧属，与杨正中过从较深，遂赐马一匹放师世昌逃回。邢占清却被杨正中用马活活拖死，弃尸途中。3日，省军进驻四棵树。6日，刘斌抵四棵树部署防务，令张继祖团撤回乌苏，守护塔城一线的交通畅通无阻。
正当杨正中挥军抵达乌苏，苏联红军瓦西列夫团长率领骑兵团，兩千多人于1月5日從霍爾果斯入境，換上盛世才運去的中國軍服，冒稱歸化新疆政府的塔爾巴哈台白軍，入侵新疆。抵抗不住的边卡队然只好放弃边卡，撤回惠远，途中被紅军包围缴械。紅軍攻克伊寧、綏定諸城，包围惠远城，张培元依城固守，但主力已东进，只剩两连和一队手枪队。6日上午10时，苏联一架侦察机出现在惠远城上空，全城处于慌乱之中。張培元留參謀長安熙朝協助維持地方，晚上自帶親信數十人出走，逃遁南疆。6日逃至麻扎的張培元在民宅關門伏案疾草遺書︰“一误于罗部长，再误于杨正中……。”、“河山破碎，地方糜爛，奉職無收，再無面目見地方父老……”隨後開槍自殺。7日紅军炮击惠远北门，以装甲车、步骑炮混合进攻，惠远被占。
当时读其遗嘱者，有感赋诗曰：「举足称雄西半天，军覆弃城一瞬间，乌江麻扎同命运，留下新史争雄篇。」

## 身後
張培元在塔城的势力姚华亭、关捷三等部，投降於盛世才派往的阿山宣慰使包尔汉、塔城行政长姚雄。楊正中率部撤回北疆，因蘇軍再次入境，楊正中只好率部南下，被馬仲英收編。不久，新編第八師番號被撤銷，伊犁勢力逐告結束。
1934年2月6日，盛世才向全国和中央发表〈新疆省政府宣言〉：

马仲英违犯停止军事行动之规约，并欲自外生成，脱离中华民国，自立回教国家。……与伊犁张师长培元潜教密约，假借中央名义捏造印信，以张培元为北疆总司令，自称南疆总司令，明目张膽，勾心斗角。张培元先扣留汽车，破坏交通，与马仲英首尾呼应。

1934年9月26日，蒋介石〈致盛世才督办妥慎处理新疆事务电〉：

所谓以汪院长名义发致张培元之艳电，若非此次彭厅长带呈油印电文，中央在任何方面均未梦及，日前汪院长来牯，当示以此电，甚为诧异，回京后立即彻底追查，忠密电码虽属张罗特约专用之本，然遍检当时外部致俄使馆各电原底，均无此稿，并约罗部长面加究诘，亦根本否认，有捏造院令冒名发电情事。惟张培元曾致罗江电，有事机紧急，不能不矫造中央命令以行之语，则艳电由张伪造，张已自承，而艳电内容如何措词，即罗亦未深知。盖边防督办及该电所列南北疆总司令各职，均为军事长官，其任免皆应由军委会呈请，非行政院所能决议，且艳电中有呈由国民政府公布字样，而实际国府始终并无此令。凡兹种种，其确出假托，更可一目了然。

繼黄慕松失敗後，南京政府第二次控制新疆的企圖隨著张、马兩势力的覆灭，失去任何依托，只好掩蓋罗文乾的任務，直到1944年才统一新疆，结束割据。

## 家庭
原配夫人李氏，死于伊犁。第二任徐氏，服毒自殺。第三任胡氏為乌鲁木齐人，美貌得宠。後又娶哈密李文焕之女。

## 軼事
- 一次西寧樂家灣賽馬會，年少的張培元看上西寧辦事大臣兒子的良駒，遂上前套近乎，提出借騎一試後直奔蘭州偷賣馬，騙得甘肅師範學校的入學費[1]。

- 民國初年冬，張培元在蘭州被債主逼急，便縱身落入結冰黃河，嚇得債主逃走。一會兒，擱在冰層間的張培元爬出，西出陽關，投奔楊增新[1]。